# わたしはあきらめない
『わたしはあきらめない』は、2002年4月3日から2004年3月10日までNHK総合テレビジョンで放映されたインタビュー番組である。

## 概要
2001年12月20日に年末特集として放送されたパイロット版の反応がよかったため、レギュラー化された。
毎回各界から著名人をゲストに迎え、長嶋一茂と女性アナウンサー（2002年度は武内陶子、2003年度は安部みちこ）が聞き手役となって、ゲストのその人の生い立ちから逆境に耐えてその道を極めるところまでをトークとインタビュー、そしてドキュメント（映像資料）などを通して検証した。
反応がよかったYOSHIKI、志村けん、氷川きよし、小林幸子、和田アキ子、中村玉緒がゲストの放送回は他社より単行本化された。

## ゲスト
2001年
- 12月20日 長嶋一茂

2002年
- 4月3日 YOSHIKI
- 4月10日 伊達公子
- 4月17日 竹中直人
- 4月24日 岡崎朋美
- 5月1日 美輪明宏
- 5月8日 世良公則
- 5月15日 工藤夕貴
- 5月29日 志村けん
- 7月3日 松岡佑子
- 7月17日 和田アキ子
- 7月31日 いっこく堂
- 8月28日 田中美里
- 9月4日 中村玉緒
- 9月11日 宮本亜門
- 9月18日 三國清三
- 9月25日 片山右京
- 10月2日 みのもんた
- 10月9日 Mr.マリック
- 10月16日 高嶋ちさ子
- 11月6日 室井佑月
- 11月20日 大杉漣
- 12月4日 池田理代子

2003年
- 1月8日 林家こぶ平
- 1月15日 氷川きよし
- 1月29日 森津純子
- 2月19日 関根勤
- 2月26日 小林幸子
- 3月5日 ピーター
- 3月12日 森公美子
- 3月17日 市川猿之助
- 3月19日 清原和博
- 3月20日 赤井英和
- 4月2日 田村亮子
- 4月16日 上妻宏光
- 4月23日 山本一力
- 4月30日 高樹沙耶
- 5月7日 真矢みき
- 5月14日 瀬戸内寂聴
- 5月21日 川崎和男
- 5月28日 かづきれいこ
- 6月4日 綾戸智絵
- 6月11日 中田久美
- 6月18日 平野寿将
- 6月25日 阿木燿子[4]
- 7月2日 東ちづる
- 7月9日 辻口博啓
- 7月16日 五木寛之
- 8月27日 宮沢和史
- 9月3日 見城徹
- 9月10日 平松愛理
- 9月24日 假屋崎省吾
- 10月1日 織田裕二
- 10月8日 橋田壽賀子
- 10月15日 山本寛斎
- 10月22日 高橋惠子
- 10月29日 ピーコ
- 11月12日 クミコ
- 11月19日 西城秀樹
- 11月26日 石井幹子
- 12月10日 宮川花子

2004年
- 1月7日 柳美里
- 1月14日 川畠成道
- 1月21日 長谷川理恵
- 1月28日 柴田理恵
- 2月4日 カオリ・ナラ・ターナー
- 2月11日 なかにし礼
- 2月18日 加藤登紀子
- 2月25日 坂本冬美
- 3月3日 フジ子・ヘミング
- 3月10日 長渕剛